# MUSIC (加藤いづみのアルバム)
『MUSIC』（ミュージック）は2015年8月7日に OTOTOY/g-strings recordsからリリースされた加藤いづみの14thアルバム。

## 概要
- 2008年8月リリースのミニ・アルバム『private』以来、7年振りのアルバム。
- 加藤をデビュー時から支える高橋研のプロデュース。
- ライブですでに披露されている｢あこがれ｣｢唇にメロディ｣、加藤が作曲を手掛けた｢銀天街｣。｢大人ポップス｣をテーマに作り上げた11曲収録。

## 収録曲
| #   | タイトル               | 作詞               | 作曲       | 編曲 |
| --- | ---------------------- | ------------------ | ---------- | ---- |
| 1.  | 「毎日がEXAMINATION」  | 髙橋研             | 髙橋研     |      |
| 2.  | 「青空とレインブーツ」 | 髙橋研             | 髙橋研     |      |
| 3.  | 「あこがれ」           | つだみさこ         | つだみさこ |      |
| 4.  | 「最後の恋の見つけ方」 | 髙橋研             | 髙橋研     |      |
| 5.  | 「休息」               | つだみさこ／髙橋研 | つだみさこ |      |
| 6.  | 「ロストチャイルド」   | 髙橋研             | 佐藤史朗   |      |
| 7.  | 「いつのまにかのうた」 | つだみさこ／髙橋研 | 髙橋研     |      |
| 8.  | 「唇にメロディ」       | 髙橋研             | 髙橋研     |      |
| 9.  | 「不思議が丘の少年」   | 髙橋研             | 髙橋研     |      |
| 10. | 「銀天街」             | 加藤いづみ／高橋研 | 加藤いづみ |      |
| 11. | 「三月の分かれ道」     | 高橋研             | 高橋研     |      |